# 星光樂園
《星光樂園》是由Takara Tomy Arts与syn Sophia共同開發之日本卡片互動街機遊戲，並有龍之子Production與DONGWOO ANIMATION制作的改編動畫，全三季結束。2017年4月推出第二部改編動畫《偶像時間星光樂園》。2023年8月17日推出手机游戏《偶像大陆美妙天堂》和同名Web动画。

## 概要
由Takara Tomy A.R.T.S所開發的卡片互動街機遊戲機台星光旅程（プリチケ）連同武士旅程（ブけチケ）的首發遊戲於2014年7月開始提供街機服務。
2014年7月開始讓『星光樂園』繼承『星光少女』的元素，因為『星光少女』也是同様由Takara Tomy A.R.T.S與Syn Sophia共同開發的動畫與遊戲。
與『星光少女』的情況不同，在動畫未開始播放的時間，就已經開始準備工作。

## 故事大綱

### 第一期
某天，一封招待信送到一群少女們的手中。這個招待信可不一般，那是融合了時尚、舞蹈、音樂等的孩子夢想的「星光樂園」（プリパラ）世界入場券。在那兒，每天都可以參加唱歌、跳舞、時尚的競賽，而比賽實況也將通過電視和網路向全世界播出。如今的頂級偶像也都是從「星光樂園」當中誕生的。
主角菈菈和他的朋友們也對於「星光樂園」的世界充滿興趣。不過菈菈的學校卻禁止小學生參加這些活動……然而，因為一次奇妙的契機，菈菈第一次走進這個傳說中的世界，結果還登上了比賽的舞台。那麼菈菈的「星光樂園」出道演出究竟會如何呢！？

### 第二期
時隔不久，「星光樂園」的新地區開放了！
在被取名為「夢幻劇場」（ドリームシアター）的表演會場，魅力所引領命運的五人組合，獻上最好的演唱會，並為最盛大規模的活動「星光樂園夢幻巡遊」（プリパラドリームパレード）拉開了序幕。「星光樂園」的偶像們將會遇上兴趣盎然的新故事。被命運選中的五人將會是誰呢？

### 第三期
小學生偶像的閃亮故事終於進入「女神偶像篇」！這一次菈菈竟然當上了媽媽？謎之小寶寶「茱露露」的登場在美妙天堂引發了大騷動！另一方面，一個全新而神秘的三人偶像組合「TRIANGLE」來到了星光樂園，為星光樂園注入了一股前所未有的新風潮！

## 用語解說

### 常用字詞
- 星光樂園

是（Prism）的縮寫；而是（Paradise）的縮寫。
設立於＂Prism Stone"的偶像主題遊樂設施，任何女孩子們凡是收到"星光門票"，便能進入該設施。以成為首位偶像為目標的偶像少女，在此進行唱歌、跳舞、時尚的對決。
- 日本樂園宿

眾主角發展偶像生活的地方。
於第二期曾經由紫京院響接管，更名為名流樂園（CelePara）但最後因系統受到破壞回復原狀。
於第三期起樂園宿升級至神之大賽模式。
於偶像時間星光樂園中因為GaarumaGeddon闖下大禍而被炸成廢墟，目前正在重建中并準備升級至偶像時間模式，最終于偶像時間星光樂園的第40話重建完成。
於偶像樂園星光樂園第0、1話和日本星星元宿的男子星光樂園（男星樂園）已經合併在同一個空間，升級至偶像樂園模式。
- 巴黎星光樂園

劇中提及巴黎星光樂園是世界各地星光樂園的總部。
這為法露露與獨角馬於動畫第二期發展偶像生活的主要地方。
第三期起成為法露璐，響，芙羽梨，獨角，小鳥發展偶像生活的主要地方。（其中法露璐、響、芙羽梨組成最強三人組合，並挑戰神之偶像大賽）
偶像時間星光樂園第22話由紫京院響擔任巴黎星光樂園的實際管理者。
-  紐約星光樂園（PriNewYork）

於第68話，小蘭獲赤井四眼小姐通知會將到PriNewYork正式出道成為偶像。
-  美國星光樂園（PriAmerica）

於第79話，來自美國星光樂園Beyoncé獲紫京院響通知會將擔任名流樂園歌劇團擔任第5名成員。
-  非洲星光樂園（PriAfrica）

於第109話，菈菈拾起瓶，瓶中有信，信寫得只有三個簡單英文字「SOS」，並去救援。
- 主題戲劇[5]（Making Drama）

在表演星光樂園途中顯示的特別效果。
- 螢光幻彩變身（Cyalume Change）

在主題戲劇後出現的變身，帶動高潮。37集中出現天堂套裝的螢光換裝。在第一期時使用的道具為星光手機，第二期使用螢光幻飾，第三期則使用螢光寶石咪高風。分別為一級的螢光幻彩變身、二級的超級螢光幻彩變身及神祕螢光幻彩變身 、三級的神之螢光幻彩變身及四級的全力神之螢光幻彩變身（僅由菈菈、美莉和蘇菲在第139話中發動）。而口號在偶像時間星光樂園中均改為螢光時間。
- 星光美聲（Prism Voice）

由法露璐提出的用語，傳說中的聲線。菈菈和法露露擁有星光美聲，但37集中顯示每個人只要是真心誠意想做一件事，都可以擁有星光美聲。
- 夢幻劇場（Dream Theater）

2015遊戲、動畫第二季開始登場的舞台。
在遊戲中，星光樂園TV則有3次比賽而打開劇場。但是，每場比賽必须投入合计 200日元。
- 偶像夢幻大賽（Idol dream Grand Prix）

成為第二季的主要活動。在新區域的星光樂園夢幻劇場中，由5人組成的表演。
- 夢幻門票（Dream ticket）

通稱「DreamTick」（ドリチケ）。
通常比普通的星光門票大2倍。夢幻門票1張已經是一整套造型，所以使用夢幻門票掃描時積分也會是普通的2倍。
- 輕快飛舞變身（Airy Change）

在夢幻劇場中成為原先螢光換裝的進化版，讓表演者長出螢光羽翼。正規的道具為螢光魅力符，但響在第73話卻使用了紫色玫瑰花
- 螢光幻彩飄逸（Cyalume Airy）

在夢幻劇場中自由自在飛翔的螢光翅膀，能夠飛向觀眾席跟觀眾近距離接觸，帶動現場氣氛。
共有六種風格，分別是精選、可愛、流行、酷炫、自然、名流。
- 金色幻彩精靈（Golden Airy）

為螢光幻彩飄逸的進化，並曾經成為擁有強勁實力的代表。
菈菈、美莉、蘇菲、詩音、雷歐那、桃樂絲、結衣、妮諾、美芝露及秀香皆成功發動。
第88話，宇裳、芙羽璃、味美及嘉露璐於夢幻巡遊演出中皆成功發動。
- 白金幻彩精靈（Platinum Airy）

由金色幻彩精靈進化而成，並十分稀有，為傳說的羽翼。
只有法露璐及響成功發動。
- 究極幻彩精靈（Final Airy）

羽翼的最終進化，與前者同樣十分稀有。
只有菈菈成功發動。
- 偶像等級（Idol Rank）

根據星光樂園的活動成績而排名的等級。分為研究生→出道→主流→頂尖→神級偶像的5個階段。
- Prism Stone

時裝店。也是星光樂園的入口，使用星光票根通過機台之門進入世界。
- 星光樂園博物館

在博物館內有多個展區，其中有恐龍館和舊有星光少女角色的肖像畫及有姊妹作星光少女彩虹舞台中要角任職的Prism Stone時裝店場地，內更有稜石，閃光手套及仁科一月曾持有的熾燄之劍。
- 神之裝束（Kami Coord）

在神級偶像大賽上獲勝的隊伍會解鎖的服飾並會永遠保留隊伍的名字。

### 表演過程
暫時分為兩類:一般性表演和夢幻劇場表演。
- 一般性表演

一般歌唱後會進行主題戲劇和螢光幻彩變身，並不會涉及羽翼脱變和螢光羽翼
- 夢幻劇場表演（第二期新增項目）

一般歌唱後會進行羽翼脱變和螢光羽翼，並不會涉及主題戲劇和螢光幻彩變身。
- 特殊情況

於第73-74集，紫京院響進行一般性表演，卻把兩者表演性質相互混合，破壞系統規定，使眾人震驚，她進行了主題戲劇，羽翼脱變和黃金羽翼。
另外於第75集，法露璐進行一般性表演，同樣把兩者表演性質相互混合，她的力量使眾人震驚。
其後，蘇菲、詩音、美莉、雷歐那及桃樂絲分別於79、81、84以及85話成功在一般性表演上發動羽翼脱變和黃金羽翼。
於88集菈菈 美莉、桃樂絲、雷歐那、阿洛瑪在夢幻劇院表演使用了主題戲劇
但事實上將兩者混合於同一表演是不能容許的。

### 商品項目
- 星光門票（PriTicket）

「プリ」是「プリズム」（Prism）的縮寫；而「チケ」是「チケット」（Ticket）的縮寫。
是遊戲機台所使用的換裝門票，每一張都分為「個人票根」與「同樂卡」2部份。
在動畫中，作為少女進入星光樂園（PriPara）的入場券。
- 星光門票 紙娃娃系列（PriTicket Millefeui Collection）

在店舖購入的造型門票。因為是透明卡狀，所以像紙娃娃一樣可以替角色更換衣服。
- 星光票卡包（PriTicket Bag）

收納星光門票的卡袋。
- 星光手機（Pripass）

全名是「Pripass idol link」（プリパス アイドルリンク）
在動畫，作為互相通訊的工具。在舞台，則在螢光換裝時使用。
實際玩具是可以玩遊戲及通訊的手機，功能是更換衣服與星光樂園拍照，當遊戲機台和手機連接便可以印製。
- 螢光奇蹟粉盒（Cyalume Miracle Pact）

新式的星光手機。在動畫中，加入了半透明蓋板作為最大特徵，同樣作為互相通訊的工具。在舞台，則在螢光換裝時使用。
- 螢光特點（Cyalume Charm）

遊戲2015 1st Live和動畫第2期起登場。
在动画，是偶像梦幻大賽的挑战者证明，在舞台，跟星光手機用法相同。
在遊戲，則是連動游戏的工具，在遊戲中，把進化的衣服儲存在音樂演唱會塔中，作為遊戲機台的通信使用新作的螢光變身服裝:換裝。
- 花飾粉盒（Rosette Pact）

神級偶像大賽模式的通訊器，外型為化妝盒，亦是女神茱莉與珍妮絲嬰兒模樣時居住的地方。
- 超級螢光幻彩套裝（Super Cyalume Coord）

是可以參加神級偶像大賽的資格的憑証。大部分是原本的螢光套裝加上緞帶及金色。

## 競賽

### 第一期
- 閃亮亮偶像大賽（第12話）(遊戲版是2014年9月4日(四)～2014年10月1日(三))

三人賽，基於這場比賽，SAINTS勝出並成為神級偶像。前任勝出者為SAINTS。
遊戲中玩家要在限定時間之內玩星光樂園TV3次才能參加。
勝出者為SoLaMi♡Smile。
- 樂園大賞

本大賽分為三場，獲勝者將會得到樂園長靴、樂園后冠和樂園連身裙，初期由SoLaMi♡Dressing獲得，但最後法露璐則使用完美Prism Voice及多個不同的話劇獲得。
SAINTS也曾經得到此套裝，但也不能使套裝進行螢光換裝。
此大賽的特別規則：
如果第二場或第三場獲獎者贏得上一個比賽的獲獎者，上一場的獲獎者的獎品將被賦予給新的獲勝者。
遊戲中同樣要在限定時間之內玩星光樂園TV3次才能參加，而且還要三個回合獲勝才能拿到樂園套裝的其中一件。
- 第一場: 聖誕偶像大獎賽 • 樂園之鞋大獎賽  （第25話）(遊戲版是2014年12月4日(四)～2015年1月14日(三))

勝出組合為由SoLaMi♡Smile及Dressing Pafe' 合併組成的SoLaMi♡Dressing。
- 第二場: 除夕偶像大獎賽 • 樂園后冠大獎賽（第26話）(遊戲版是2015年1月15日(四)～2015年2月4日(三))

勝出者為表演精彩的法露璐。
- 第三場: 樂園連身裙大獎賽（第30話）(遊戲版是2015年2月5日(四)～2015年3月18日(三))

勝出者為法露璐。
法露露於樂園套裝大賽勝出後，在第31話進行樂園套裝表演，但無法使樂園套裝進行螢光換裝，卻引起台下觀眾非議，法露露經理人獨角馬決定再進行大賽，勝出者可獲得全套樂園套裝。
- 樂園套裝 • SoLaMi♡Dressing對法露璐

勝出者SoLaMi♡Dressing以微差粉絲支持率擊敗法露璐，獲得整套樂園套裝。

### 第二期
- 偶像夢幻大賽

共有五場，首四場在四季（春、夏、秋、冬）舉行，分別選出當季的4位公主，最後一場選出四季公主成為夢幻巡遊主演,最後一場因響更改規則而廢除了，最後在春之夢幻大賽勝出將成為夢幻巡遊主演。
本大賽於樂園套裝大賽一樣有特別規則：
於夢幻大賽中的全部隊伍都無法響起大獎鐘的話，大賽會被強制中止，並無法進行夢幻巡遊，更會取消。
遊戲中玩家可以在限定時間之內可以參加夏之夢幻大賽、秋之夢幻大賽、冬之夢幻大賽和春之夢幻大賽，第82話中響更改規則而廢除四季夢幻大賽，在當日玩夢幻劇場模式或者星光樂園TV右上角就會出現個季節的印章(秋之夢幻大賽必須要在2015年10月1日(四)～10月11日(日)之內要玩夢幻劇場模式或者星光樂園TV4次)，要玩4次才能參加各季節之夢幻大賽，並且要拿到冠軍才能拿到各季節的服飾。
於第82話四季夢幻大賽受到響更改規則而廢除，遊戲版也跟著廢除。
- 第一場: 夏之夢幻大賽 (第56話)(遊戲版是2015年8月1日(六)～2015年8月31日(一)，開始時間為2015年8月1日(六)，關主為綠風芙羽璃)

勝出組合為由芺羽璃、菈菈、詩音、桃樂絲及雷歐那組成的Dressing Flower。
Dressing Flower再於第56話作公開表演但表演完結後夏季服飾被怪盜Genius(紫京院響)盜走。
服飾被紫京院響作為偶像賭注，並於第73話歸還給各得獎者。
- 第二場: 秋之夢幻大賽 (第66話)(遊戲版是2015年10月1日(四)～2015年11月25日(三)，開始時間為2015年10月12日(一)，2015年10月1日(四)～2015年10月11日(日)期間進行夢幻劇場模式4次，10月12日(一)就可以參加秋之夢幻大賽，關主為黃木味美)

勝出組合為由味美、宇、菈菈、桃樂絲及蜜柑組成的宇宙級•蛋包飯•達芬奇。
由蘇菲、阿洛瑪、美莉、雷歐那及詩音所組成的Aromasoresi•Mi則可惜落敗。
是次秋之夢幻大賽的保安明顯地比上次加強，怪盜Genius於停電一刻給勝利隊伍送給花朵，但此舉動卻使眾人大吃一驚，可惜樂園警方於這次仍未能捉獲怪盜Genius。
宇宙蛋包飯達芬奇後於第67話作公開表演但表演完結後秋季服飾被怪盜Genius盜走，成為第二套被盜去的服飾。
服飾被紫京院響作為偶像賭注，並於第73話歸還給各得獎者。
於第78話蜜柑的夢幻卡除了服飾外皆被響消去(遊戲版是不可能的)。
- 第三場: 冬之夢幻大賽 (第77話)(遊戲版是2015年12月26日(一)～2016年1月19日(二)，關主為法露璐)

勝出組合為響、蘇菲、詩音、法露璐、蜜柑所組成的名流樂園歌劇團。
由菈菈、美莉、雷歐那、桃樂絲、阿洛瑪的努力隊伍則落敗，但新型表演則吸引到大量的粉絲注意，並提升等級。
勝出組合完成比賽後，除響外，其他隊員的等級得以提升。
由於響勝出比賽，於是他取代赤井眼鏡哥的位置，協助改革星光樂園(遊戲版是不可能的)。
本大賽有24隊參加，並首次使用排除制（是指該隊伍輸掉就淘汰）。
- 最後一場: 春之夢幻大賽 (第86話) (遊戲版是2016年2月14日(日)到2016年4月1日(五)，關主為真中菈菈)

於第81話公布，由於其他沒有組合的實力超出於新•名流樂園歌劇團，所以由上述組合無條件獲得，並進行表演。
於第82話中，美莉再與響訂立契約，如果努力隊伍其中一位成員成為頂級偶像，則可全組隊伍參加大賽，於前集公佈消息則為取消。
再於第84話中，美莉成為頂級偶像中的「國民偶像」，成功獲得參賽資格。
第86話中，「友誼偶像」勝出，菈菈並成為了四季公主，但是響的城堡出現暴走現象。
第88話最終開始夢幻大巡遊。
- 原定最後大賽: 四季夢幻大賽 (已取消)

本身由系統訂立的最終大賽，參賽隊伍只限前四季大賽勝出隊伍，最終勝出隊伍原定成為夢幻大巡遊的五位主角。
於紫京院響接手掌管多次更改大賽規則，最終大賽則為取消，最終與春季夢幻大賽合併，則為兩隊隊伍十人形式參演，成功進行螢光變身並獲得春季得獎服飾的隊伍則能參與四季夢幻大賽部分。
最終經過個人戰後菈菈成為四季公主。
- 萬聖節天后盃

於第68話進行比賽，選出最為驚嚇人群的偶像，曾經黑須阿洛瑪，芙羽璃和黃木味美一道領先，但最後小蘭以99999克拉滿分的成績勝出。
因此小蘭的偶像等級大幅度提升，被赤井小姐邀請到紐約成為偶像。
- 女神偶像大賽

於第89話由各地的赤井先生決定舉辦，並要發掘更多繼SAINTS的神級偶像。
比賽將決定於第三期展開。

### 第三期
- 女神偶像大賽首輪戰

於第91話決定於日本天堂宿進行所有大賽。
比賽規則為通過特定大獎賽解放神級服飾。
遊戲中2016年第四彈開放。
- 第一場：神之禮帽大賽（第101話）

勝出組合為由菈菈，蘇菲和美莉組成的SoLaMi♡SMILE和由詩音，桃樂絲和雷歐那組成的Dressing Pafé。
由小音組成的Triangle組合則落敗，使其明白一人分飾三角是不可能勝出的。
- 第二場：神之舞裙大賽（第106話）

是次大賽只有一對組合能夠參與。
勝出組合為由阿洛瑪，蜜柑和嘉露璐組成的GaarumaGeddon，並成功免除解散危機。
- 第三場：神之舞鞋大賽（第115話）(遊戲中請在2016年10月8日星期六到10月23日星期日期間，到各個玩具店參加神之舞鞋大賽)

勝出組合為響，法露璐和芙羽梨組成的Tricolore取得勝利。
菈菈，蘇菲和美莉組成的「SoLaMi♡SMILE」，由詩音，桃樂絲和莉安娜組成的「Dressing Pafé」及由阿洛瑪，蜜柑和嘉露璐組成的「GaarumaGeddon」則落敗。
- 第四場：神之上衣大賽（第127話）(遊戲中請在2017年1月7日星期六到1月22日星期日期間，到各個玩具店參加神之上衣大賽)

參與本大賽的組合數量為歷屆最多，有12隊。
於第125話，於茱莉的表演上曾表明希望大家能夠結成組合參與第四場大賽。
於第126話，大量新組合紛紛結成，但符合大賽資格只有7隊。
由小音，知里和佩帕組成NonSugar取得勝利。
落敗對伍，收到茱莉贈送的特殊服飾並獲資格參與「敗者復活戰」。
- 第五場： 敗者復活戰（第129話）

參賽資格僅限第四場落敗的其他對伍。
由宇裳，味美和相子組成Ucchari Big-Bang取得勝利。
- 神之偶像大賽總決賽

- 第一場：（第132話）

Dressing Pafé擊敗GaarumaGeddon直接晉級決賽。
- 第二場：（第133話）

Tricolore擊敗Ucchari Big-Bang晉級。
- 第三場：（第134話）

SoLaMi❤Smile擊敗NonSugar晉級。
- 第四場：（第135話）

SoLaMi❤Smile擊敗Tricolore晉級決賽。
- 第五場（決賽）：（第137話）

SoLaMi❤Smile擊敗Dressing Pafé獲得神之禮服及神之高跟鞋。
- 第六場（與女神茱麗和珍妮絲對決）：（第138話）(遊戲中請在2017年3月2日星期四到3月31日星期五期間參加，條件看遊戲官方網站)

SoLaMi❤Smile正式得到兩位女神認可獲得神之皇冠，成為神之偶像。

## 遊戲介紹
新型街機・星光之旅新增按需印刷機能，機台的上方安裝了照相機，攝影玩家的貌頭貼後，影象可印制成貼紙相。機台結合多種功能，機台頂部的掃描器部份可以應對於『星光少女』的寶石使用，換言之『星光少女』的寶石仍然可被使用（只限上衣・下衣・鞋子）；另外，任天堂3DS遊戲軟件『星光閃耀☆MY DESIGN』內的QR碼等等都有應對的讀取器。
為了應對『星光樂園』的新街機，廢除『星光少女』前街機排放寶石的部分。在遊戲結束時，排出遊戲所使用的衣服造形似符與QR碼（取代寶石的使用）。另外，玩家的樣貌頭貼會被印刷在疑似存票的衣服造形票根上，並以官方樣式打印出來。可以把下部份的「主軸票根」與上部份的「朋友卡」撕開，「朋友卡」可以與其他玩家交換，根據機台所讀取「朋友卡」的數據，另一玩家可以舞蹈拍檔的角色登場。

## 電視動畫
。
搶在播放開始前，《星光樂園》的主角真中菈菈已在3月放映的劇場版《星光少女 全星選拔 星光☆十強》以及電視動畫《全星選拔》中登場。

### 播放電視台
| 日本國內       | 日本國內     | 日本國內 | 日本國內 | 日本國內 | 日本國內 | 日本國內                          |
| 播放地區       | 播放電視台   | 聯播網   | 播放日期 | 播放時間（UTC+9）                                                                                                | 播放形式 | 備註                              |
| -------------- | ------------ | -------- | --- | --- | -------- | --------------------------------- |
| 關東廣域圈     | TV TOKYO     | TXN      | 2014年7月5日－2015年9月26日 (第1季) 2015年10月5日－2016年3月28日 (第2季) 2016年4月5日－2017年3月28日 (第3季)      | 星期六 10:00-10:30 (第1季) 星期一 18:30-18:57 (第2季中段) 星期二 17:55-18:25 (第3季)                             | 首播     | 製作局                            |
| 北海道         | TV北海道     | TXN      | 2014年7月5日－2015年9月26日 (第1季) 2015年10月5日－2016年3月28日 (第2季) 2016年4月5日－2017年3月28日 (第3季)      | 星期六 10:00-10:30 (第1季) 星期一 18:30-18:57 (第2季中段) 星期二 17:55-18:25 (第3季)                             | 首播     | -                                 |
| 愛知縣         | 愛知電視台   | TXN      | 2014年7月5日－2015年9月26日 (第1季) 2015年10月5日－2016年3月28日 (第2季) 2016年4月5日－2017年3月28日 (第3季)      | 星期六 10:00-10:30 (第1季) 星期一 18:30-18:57 (第2季中段) 星期二 17:55-18:25 (第3季)                             | 首播     | -                                 |
| 大阪府         | 大阪電視台   | TXN      | 2014年7月5日－2015年9月26日 (第1季) 2015年10月5日－2016年3月28日 (第2季) 2016年4月5日－2017年3月28日 (第3季)      | 星期六 10:00-10:30 (第1季) 星期一 18:30-18:57 (第2季中段) 星期二 17:55-18:25 (第3季)                             | 首播     | -                                 |
| 岡山縣、香川縣 | 瀨戶內電視台 | TXN      | 2014年7月5日－2015年9月26日 (第1季) 2015年10月5日－2016年3月28日 (第2季) 2016年4月5日－2017年3月28日 (第3季)      | 星期六 10:00-10:30 (第1季) 星期一 18:30-18:57 (第2季中段) 星期二 17:55-18:25 (第3季)                             | 首播     | -                                 |
| 福岡縣         | TVQ九州放送  | TXN      | 2014年7月5日－2015年9月26日 (第1季) 2015年10月5日－2016年3月28日 (第2季) 2016年4月5日－2017年3月28日 (第3季)      | 星期六 10:00-10:30 (第1季) 星期一 18:30-18:57 (第2季中段) 星期二 17:55-18:25 (第3季)                             | 首播     | -                                 |
| 日本全國       | BS JAPAN     | 衛星電視 | 2014年7月5日－2015年9月26日 (第1季) 2015年10月5日－2016年3月28日 (第2季) 2016年4月5日－2017年3月28日 (第3季)      | 星期六 10:00-10:30 (第1季) 星期一 18:30-18:57 (第2季中段) 星期二 17:55-18:25 (第3季)                             | 首播     | -                                 |
| 日本全國       | AT-X         | 衛星電視 | 2014年7月13日-2015年4月5日                                                                                        | 星期日 17:30-18:00                                                                                               | 次輪播放 | 有重播                            |
| 日本全國       | NICONICO直播 | 不適用   | 2014年7月18日-2015年4月10日                                                                                       | 星期五 19:00-19:30                                                                                               | 網絡電視 | -                                 |
| 日本全國       | NICONICO頻道 | 不適用   | 2014年7月18日-2015年4月10日                                                                                       | 星期五 19:30 更新                                                                                                | 網絡電視 | 點播                              |
| 日本國外       |              |          | | |          |                                   |
| 台灣           | 東森幼幼台   | 不適用   | 2015年8月8日-2016年4月30日                                                                                        | 星期六 17:00-17:30 星期六 16:00-16:30（10月31日起）                                                              | 海外播放 | 國語配音、有字幕/重播             |
| 香港、澳門     | 翡翠台       | 不適用   | 2015年9月27日-2016年2月14日 (第1季) 2017年3月28日-9月19日 (第2季) 2018年8月28日-2019年2月19日 (第3季)             | 星期日 17:30-18:00 星期日 17:30-18:00+星期六 17:30-17:55（10月10日起） (第1季) 星期二、三 17:20-17:50 (第2、3季) | 海外播放 | 粵日雙語，可選字幕                |
| 台灣           | MY KIDS TV   | 不適用   | 2015年11月10日 - 2016年7月2日(第一季) 2016年12月4日 - 2017年11月2日(第二季) 2018年10月28日 - 2019年9月1日(第三季) | 星期日 11:00-11:30                                                                                               | 海外播放 | 國語配音、有字幕/重播             |
| 台灣           | FOX台灣頻道  | 不適用   | 2016年11月7日 - 2017年6月23日（第一季）2017年6月30日 - （第二季）                                                 | 星期六20：00-21：00（第一季）星期六19：00-20：00（第二季）                                                       | 海外播放 | 在地化中文改編配音版、有字幕/重播 |

## 工作人員
- 原作：Takara Tomy A.R.T.S、Syn Sophia
- 監督：森脇真琴
- 總監：An Jai Ho
- 系列構成：土屋理敬
- 角色原案：金谷有希子、櫻井明香（服飾）
- 角色設計：原將治、Cha Sang Hoon
- 道具設計：宮川知子、齊藤里枝、仲田美歩、小川浩、Kim Young Beom
- 色彩設定：赤間三佐子
- 色彩設計：Yang Min A
- 作畫監督：Song Seung Taik、Song Hyun Ju、Jung Ji Moon、Lee Ml Young（第52話起）
- 美術設定：佐藤正浩、藤瀬智康、Lee Hoi Young
- 美術：永吉幸樹
- 背景監督：Lee Hoi Young
- 背景設計：Lee Won Gu
- CG總監：乙部善弘
- 撮影監督：Huh Tae Hee
- 編輯：坂本雅紀
- 映像編輯：Lee Young Min
- 音響監督：長崎行男
- 音樂：齊藤恒芳、石琢玲依（第二季 - ）
- 音樂制作：Avex Pictures
- 動畫製作：溝淵康人、Ha Hae Ran
- 副製片人：大庭晋一郎、西浩子、矢橋清志、今村愛子
- 製片人：高林庸介（テレビ東京）、鈴木祐治、三浦直樹、Lee Se Eun
- 動畫共同制作：龍之子Production、DONGWOO ANIMATION
- 製作、著作：東京電視台、Pripara製作委員會

## 主題曲
片頭曲
第1期
「Make it!」（第1－13話）
作詞：森月／作曲、編曲：渡邊徹
歌：SAINTS (I☆Ris（DIVE II entertainment）)（第1話插曲）★CD版本
歌：真中菈菈（茜屋日海夏）、南美莉（芹澤優）（第1 - 6話插曲）
歌：真中菈菈（茜屋日海夏）、北條索菲（久保田未夢）（第9話插曲）
歌：真中菈菈（茜屋日海夏）（第11、94話想德插曲）
歌：群星版本（第37話插曲）
歌：北條索菲（久保田未夢）（第61話插曲）
歌：南美莉（芹澤優）（第63話插曲）
歌：花娜娜（下屋則子）（第81話插曲）
歌：花音（田中美海）（第94話插曲）
歌：SoLaMi♡SMILE（茜屋日海夏、芹澤優、久保田未夢）（第135話插曲）
（第14－26話）
作詞：桑谷實沙、森月／作曲：桑谷實沙／編曲：渡邊徹
歌：I☆Ris（DIVE II entertainment）★CD版本
歌:  努力隊伍 (第77話插曲)
「Realize!」（第27－38話）
作詞、作曲、編曲：板倉孝德（Hifumi）
歌：I☆Ris（DIVE II entertainment）★CD版本
歌：SoLaMi♡Dressing（I☆Ris - 動畫聲線）（第25、26、63、76、113、136話插曲）
第2期
（Ver.1 第39－51話 ; Ver.2 第52話－第64話）
作詞：渡辺徹、森月／作曲、編曲：渡邊徹
歌：I☆Ris（DIVE II entertainment）★CD版本
歌：真中菈菈（茜屋日海夏）（第39、50話插曲）
歌：南美莉（芹澤優）（第41話插曲）
歌：SoLaMi♡SMILE（茜屋日海夏、芹澤優、久保田未夢）（第43、47、53、59，61，69話插曲）
歌：努力隊伍（真中菈菈（茜屋日海夏）&南美莉（芹澤優）&桃樂絲•威斯特（澁谷梓希）&白玉蜜柑（渡部優衣）&黒須 あろま（牧野由依））（第88話插曲）
（第65話－第77話）
作詞 -  / 作曲・編曲 - 板倉孝徳 / 歌 - i☆Ris（DIVE II entertainment）
「Goin'on」（第78話－第89話）
作詞・作曲・編曲 - KOH(SUPA LOVE) / 歌 - i☆Ris（DIVE II entertainment）
第3期
「Ready Smile!!」（第90話－102話）
作詞 - 平朋崇 / 作曲 - 光増 / 編曲 - EFFY /
歌：i☆Ris（DIVE II entertainment）
歌：SoLaMi♡SMILE（第103、109、110、112、115、122、125、126、134話插曲）
「Brand New Dreamer」（第103話－第129話）
作詞・作曲・編曲：fu_mou
歌：真中菈菈（茜屋日海夏）&TRIANGLE（田中美海）（第103話－106話、第113話、第120話、第121話、第128話、第129話片頭曲）
歌：真中菈菈（茜屋日海夏）&珠音（田中美海）（第107話、第108話、第114話、第115話、第122話、第123話片頭曲）
歌：真中菈菈（茜屋日海夏）&皮音（田中美海）（第109話、第110話、第116話、第117話、第124話、第125話片頭曲）
歌：真中菈菈（茜屋日海夏）&花音（田中美海）（第111話、第112話、第118話、第119話、第126話、第127話片頭曲）
「Shining Star」（第131話－第140話）
作詞：丸山真由子、森月／作曲：丸山真由子／編曲：清水武仁
歌：I☆Ris（DIVE II entertainment）
片尾曲
第1期
「Jumpin'! Dancin'!」（第1－13、125話）
作詞：NOBE／作曲：michitomo／編曲：KOJI Oba／歌：Prizmmy☆（avex pictures）
（第14－26、125話）
作詞：NOBE／作曲：michitomo／編曲：KOJI Oba／歌：Prism☆Box（avex pictures）
「I Just Wanna Be With You 」（第27－38、125話）
作詞：池畑伸人／作曲：小室哲哉／編曲：Shinnosuke／歌：Prizmmy☆（avex pictures）
第2期
「Lesson GO!」（第39－51話）
作詞：三重野瞳／作曲、編曲：依田伸隆（10GAUGE）／歌：啦啦 with Prism☆Idol 研究生's（avex pictures）
「Love Song」（第52話－第64話）
作詞：小松／作曲：大西克巳／編曲：渡辺徹／歌：SUPER☆GIRLS（DOL Street）
（第65話－第70話、第72話、第74話－第77話）、(第102插曲)
作詞 - 松井洋平 / 作曲 - 桑原聖 / 編曲 - 酒井拓也 / 歌 - PriParaDream☆AllStars（茜屋日海夏、芹澤優、久保田未夢、山北早紀、澁谷梓希、若井友希、牧野由依、渡部優衣、佐藤梓、上田麗奈、齋賀光希）
「ThankYou ♥ Birthday」（第71話）
作詞 - 三重野瞳 / 作曲、編曲 - 森慎太郎 / 歌 - 真中菈菈（茜屋日海夏）
（第73話）
作詞 - 三重野瞳 / 作曲、編曲 - 石塚玲依 / 歌 - 紫京院響（齋賀光希）
「LOVE TROOPER」（第78話－第89話）
作詞 - q'Left / 作曲、編曲 - 八王子P / 歌 - Prizmmy☆（avex pictures）
第3期
（第90話－第115話）
作詞、作曲、編曲 - 片桐周太郎 / 歌 - 真中菈菈（茜屋日海夏）&嘉露璐（真田麻美）
（第116話－第121話、第123話－第139話）
作詞 - 松井洋平 / 作曲 - 桑原聖 / 編曲 - 酒井拓也 / 歌 - SoLaMiDressing（茜屋日海夏、芹澤優、久保田未夢、山北早紀、澁谷梓希、若井友希）（第116話－第121話、第123話－第131話、第133話－第134話、第136話－第139話）、DressingPafé（山北早紀、澁谷梓希、若井友希）（第132話）、SoLaMi♡SMILE（茜屋日海夏、芹澤優、久保田未夢）（第135話）
「Brand New Dreamer」（第122話）
作詞・作曲・編曲：fu_mou
歌：真中菈菈（茜屋日海夏）&花音（田中美海）
插曲
第1期
「StarLight☆HeartBeat」（第1話）
作詞、作曲：菅原幸枝／歌：明坂聰美
「Flare Sherbet」（第3、5、6－8、11、21、61話）
作詞：三重野瞳／作曲、編曲：山原一浩
歌：北條索菲（久保田未夢）（第3、5、6－8、11、21、61話）
歌：SoLaMi♡SMILE（茜屋日海夏、芹澤優、久保田未夢）（第61話）
（第4話）
作詞、作曲、編曲：菅原幸枝／歌：明坂聰美
「Shooting STAR」（第5話）
作詞、作曲、編曲：菅原幸枝／歌：明坂聰美
「Make up a-ha-ha!」（第6－8、10－12、122話）
作詞：三重野瞳／作曲、編曲：山原一浩／
歌：真中菈菈（茜屋日海夏）、南美莉（芹澤優）（第6－8、10－12、33、107話）
歌：真中菈菈（茜屋日海夏）、真中音（田中美海）（第122話）
「Pretty Prism Paradise!!!」（第12－21、61、68、119、140話）
作詞：松井洋平／作曲、編曲：佐佐倉有吾／歌：SoLaMi♡SMILE（茜屋日海夏、芹澤優、久保田未夢）
（第13、16話）
作詞：三重野瞳／作曲、編曲：菅原幸枝／歌：SoLaMi♡SMILE（茜屋日海夏、芹澤優、久保田未夢）
「No D&D Code」（第14－15、18、20－21、44、49、91、140話）
作詞：三重野瞳／作曲、編曲：山原一浩／歌：Dressing Pafe(山北早紀、澁谷梓希、若井友希)
「GOGO! 」（第14、21、66話）
作詞：三重野瞳／作曲、編曲：菅原幸枝／歌：SoLaMi♡SMILE（茜屋日海夏、芹澤優、久保田未夢）
「Days」（第16話）
作詞、作曲、編曲：菅原幸枝／歌：明坂聰美
（第22、27、29、30、42、61、81、137話）
作詞：三重野瞳／作曲、編曲：中村瑛彥
歌：SoLaMi♡SMILE（茜屋日海夏、芹澤優、久保田未夢）（第22、27、29、30、42、61、81、137話）
歌：北條索菲（久保田未夢）（第61話）
「CHANGE! MY WORLD」（第22 - 23、30、51、53、60、110、137話）
作詞：松井洋平／作曲：桑原聖／編曲：酒井拓也／歌：Dressing Pafe（山北早紀、澁谷梓希、若井友希）
（第24話）
作詞、作曲、編曲：小室哲哉／歌：TRF
「0-Week-Old」
作詞：三重野瞳／作曲、編曲：片桐周太郎
歌：法露璐（赤崎千夏）（第26、30、31、33、34、35話）
歌：法露璐、紫京院響（赤崎千夏、齋賀光希）（第112話）
「EZ DO DANCE」（第29話）
作詞・作曲 - 小室哲哉／編曲 - michitomo／歌 - Prizmmy☆
「君100％人生」（第31話）
作詞：三重野瞳／作曲、編曲：山原一浩／歌：北條宇（山本希望）
「Love Friend Style」（第35、36、38、61、87話）
作詞：三重野瞳／作曲：原田篤／編曲：桑原聖
歌：SoLaMi♡Dressing（I☆Ris）（第35、38、87話）
歌：真中菈菈（茜屋日海夏）（第36話）
歌：北條索菲（久保田未夢）（第61話）
第2期
「Reversible- Ring」（第40、42、43、45、46、54、76、82、90、96話）
作詞：三重野瞳／作曲、編曲：山原一浩／歌：末日戰場（牧野由依、渡部優衣）
「太陽のFlare Sherbet  Ver.」（第42話）
作詞：三重野瞳、大場小由利／作曲、編曲：山原一浩／歌：北條索菲（久保田未夢）
（第48、71話）
作詞：松井洋平／作曲：桑原聖／編曲：酒井拓也
歌：（茜屋日海夏、芹澤優、久保田未夢、牧野由依、渡部優衣）（第48話）
歌：SoLaMi♡Dressing（I☆Ris）（第71話）
（第52、55、109話）
作詞：三重野瞳／作曲、編曲：山原一浩／歌：綠風芙羽璃（佐藤梓）
「SUMMER ADVENTURE」（第56，57，88，110話）
作詞：三重野瞳／作曲、編曲：hisakuni／歌：ドレッシングふらわー（茜屋日海夏、佐藤梓、山北早紀、澁谷梓希、若井友希）
「0-Week-Old  （ ）」
作詞：三重野瞳／作曲、編曲：片桐周太郎
歌：法露璐（赤崎千夏）（第58、70、75話）
歌：嘉露璐（真田麻美）（第80、81、83話）
（第62、90話）
作詞：三重野瞳／作曲・編曲： 山原一浩／歌 ：東堂詩音（山北早紀）
（第64、65、72話）
作詞 - 三重野瞳／作曲・編曲 - 依田伸隆／歌 - 黄木味美（上田麗奈）
（第66、67、88話）
作詞・作曲・編曲 - hisakuni／歌 - 真中菈菈（茜屋日海夏）&桃樂絲•威斯特（澁谷梓希）&白玉蜜柑（渡部優衣）&北条宇（山本希望）&黄木味美（上田麗奈）
「☆POLICE!」（第69、72、111話）
作詞 - 宮嶋淳子／作曲 - 宮崎／編曲 - 高橋修平／歌 - 真中菈菈（茜屋日海夏）&桃樂絲•威斯特（澁谷梓希）&白玉蜜柑（渡部優衣）
「純・・愛」（第73，74、111話）
作詞 - 三重野瞳／作曲・編曲 - 石塚玲依／歌 - 紫京院響（齋賀光希）
（第77、78、88話）
作詞 - 松井洋平 / 作曲・編曲 - 酒井陽一／歌 - 紫京院響（齋賀光希）&白玉みかん（渡部優衣）&北条（久保田未夢）&東堂（山北早紀）&（赤崎千夏）
「♥」（第79話）
作詞 - 三重野瞳／作曲・編曲 - hisakuni／歌 - 赤井
（第84、133話）
作詞：三重野瞳／作曲：桑原聖／編曲：酒井拓也／歌：南美莉（芹澤優）
「Twin mirror♥compact」（第85、90話）
作詞：三重野瞳／作曲・編曲：山原一浩／歌：桃樂絲•威斯特（澁谷梓希）& 雷歐那•威斯特（若井友希）
（第86、88、89話）
作詞：松井洋平／作曲：桑原聖／編曲：酒井拓也／歌：真中菈菈（茜屋日海夏）&南美莉（芹澤優）&北条そふぃ（久保田未夢）&東堂シオン（山北早紀）&桃樂絲•威斯特（澁谷梓希）& 雷歐那•威斯特（若井友希）&白玉（渡部優衣）&黒須 あろま（牧野由依）&紫京院（斎賀）&（赤崎千夏）
第3期
（第89、90、91、93、95、101話）
作詞：松井洋平／作曲：桑原 聖／編曲：酒井拓也／歌：SoLaMi♡SMILE（茜屋日海夏、芹澤優、久保田未夢）
「GIRL☆Yeah」（第92、93、94、98、101、103、113、116、118話）
作詞：宮嶋淳子／作曲：Hisakuni／編曲：高橋修平
歌：珠音（田中美海）（第92話插曲）
歌：皮音（田中美海）（第93話插曲）
歌：花音（田中美海）（第94話插曲）
歌：TRIANGLE（第98、101、103、113、116、118話插曲）
（第99 - 102、109、115、121、126、132話）
作詞：松井洋平／作曲：桑原聖／編曲：酒井拓也／歌：Dressing Pafe（山北早紀、澁谷梓希、若井友希）
（第105、106、114、119、126、132、140話）
作詞：松井洋平／作曲：桑原聖／編曲：酒井拓也／歌：卡露末日戰場（牧野由依、渡部優衣、真田麻美）
「Just My Chance Call」（第107話）
作詞：三重野瞳／作曲、編曲：山原一浩／歌：相子 with 蘇菲親衛隊（赤崎千夏）
「Mon Chouchou」（第114、115、133、135、140話）
作詞：松井洋平／作曲：桑原聖／編曲：酒井拓也／歌：Tricolore（赤崎千夏、佐藤梓、齋賀光希）
「Girl's Fantasy」（第117、124、130、138、140話）
作詞：宮嶋淳子／作曲・編曲 ：松阪康司
歌：茱麗（上田麗奈）（第117、124、130、140話）
歌：茱麗 & 珍妮絲（上田麗奈、豊崎愛生）（第138話）
（第120、123、127、128、134、140話）
作詞：松井洋平／作曲：本多友紀／編曲：酒井拓也／歌：NonSugar（田中美海、大森日雅、山下七海）
（第129、131、133、140話）
作詞：マイクスギヤマ／作曲・編曲：石塚玲依／歌：UCCHARI BIG-BANGS（上田麗奈、山本希望、赤崎千夏）
組曲
～第一楽章～「I FRIEND YOU!!」（第138、139話）
作詞：松井洋平／作曲：桑原聖／編曲：酒井拓也／歌：SoLaMi♡SMILE（茜屋日海夏、芹澤優、久保田未夢）
～第二楽章～「LOVE IS FRIEND」（第138話）
作詞：松井洋平／作曲：松井洋平、桑原聖／編曲：酒井拓也／歌：SoLaMi♡SMILE & 茱麗 & 珍妮絲（茜屋日海夏、芹澤優、久保田未夢、上田麗奈、豊崎愛生）
～～（第139話）
作詞：松井洋平、三重野瞳、マイクスギヤマ／作曲：桑原聖、本多友紀、石塚玲依／編曲：酒井拓也／歌：SoLaMi♡SMILE & Dressing Pafé & NonSugar & Tricolore & 卡露末日戰場 & 北條宇裳 & 黃木味美（茜屋日海夏、芹澤優、久保田未夢、山北早紀、澁谷梓希、若井友希、田中美海、大森日雅、山下七海、赤崎千夏、佐藤梓、齋賀光希、野由依、渡部優衣、真田麻美、山本希望、上田麗奈）
～第三楽章～「My Friend, Dear Friend」（第139話）
作詞：松井洋平／作曲：桑原聖／編曲：酒井拓也／歌：歌：SoLaMi♡SMILE & Dressing Pafé & NonSugar & Tricolore & 卡露末日戰場 & 北條宇裳 & 黃木味美（茜屋日海夏、芹澤優、久保田未夢、山北早紀、澁谷梓希、若井友希、田中美海、大森日雅、山下七海、赤崎千夏、佐藤梓、齋賀光希、野由依、渡部優衣、真田麻美、山本希望、上田麗奈）
～第四楽章～（第139話）
作詞：松井洋平／作曲：桑原聖／編曲：酒井拓也／歌：歌：SoLaMi♡SMILE & Dressing Pafé & NonSugar & Tricolore & 卡露末日戰場 & 北條宇裳 & 黃木味美（茜屋日海夏、芹澤優、久保田未夢、山北早紀、澁谷梓希、若井友希、田中美海、大森日雅、山下七海、赤崎千夏、佐藤梓、齋賀光希、野由依、渡部優衣、真田麻美、山本希望、上田麗奈）

## 商品

### DVD
| 卷              | 發售日         | 收錄話          | 規格品番      |
| 第1期 (Stage)   | 第1期 (Stage)  | 第1期 (Stage)   | 第1期 (Stage) |
| --------------- | -------------- | --------------- | ------------- |
| 1               | 2014年10月24日 | 第1話 - 第2話   | EYBA-10029    |
| 2               | 2014年11月7日  | 第3話 - 第5話   | EYBA-10030    |
| 3               | 2014年12月5日  | 第6話 - 第8話   | EYBA-10031    |
| 4               | 2015年1月9日   | 第9話 - 第11話  | EYBA-10032    |
| 5               | 2015年2月6日   | 第12話 - 第14話 | EYBA-10033    |
| 6               | 2015年3月6日   | 第15話 - 第17話 | EYBA-10034    |
| 7               | 2015年4月3日   | 第18話 - 第20話 | EYBA-10035    |
| 8               | 2015年5月8日   | 第21話 - 第23話 | EYBA-10036    |
| 9               | 2015年6月5日   | 第24話 - 第26話 | EYBA-10037    |
| 10              | 2015年7月3日   | 第27話 - 第29話 | EYBA-10038    |
| 11              | 2015年8月7日   | 第30話 - 第32話 | EYBA-10039    |
| 12              | 2015年9月4日   | 第33話 - 第35話 | EYBA-10040    |
| 13              | 2015年10月2日  | 第36話 - 第38話 | EYBA-10041    |
| 第2期 (Theater) |                |                 |               |
| 1               | 2015年10月2日  | 第39話 - 第42話 | EYBA-10594    |
| 2               | 2015年11月6日  | 第43話 - 第46話 | EYBA-10595    |
| 3               | 2015年12月4日  | 第47話 - 第50話 | EYBA-10596    |
| 4               | 2016年1月8日   | 第51話 - 第54話 | EYBA-10597    |
| 5               | 2016年2月5日   | 第55話 - 第58話 | EYBA-10598    |
| 6               | 2016年3月4日   | 第59話 - 第62話 | EYBA-10599    |
| 7               | 2016年4月1日   | 第63話 - 第66話 | EYBA-10600    |
| 8               | 2016年5月6日   | 第67話 - 第70話 | EYBA-10601    |
| 9               | 2016年6月3日   | 第71話 - 第74話 | EYBA-10602    |
| 10              | 2016年7月1日   | 第75話 - 第78話 | EYBA-10603    |
| 11              | 2016年8月5日   | 第79話 - 第82話 | EYBA-10604    |
| 12              | 2016年9月2日   | 第83話 - 第86話 | EYBA-10605    |
| 13              | 2016年10月7日  | 第87話 - 第89話 | EYBA-10606    |

### CD
| 発売日         | タイトル                                                               | 規格品番        | 規格品番      |
| 発売日         | タイトル                                                               | CD+DVD          | CD            |
| -------------- | ---------------------------------------------------------------------- | --------------- | ------------- |
| 2014年11月26日 | プリパラ アイドルソング♪コレクション byらぁら&みれぃ&そふぃ            |                 | EYCA-10068    |
| 2015年2月11日  | プリパラ アイドルソング♪コレクション byシオン&ドロシー&レオナ          | EYCA-10174      |               |
| 2015年3月18日  | プリパラ アイドルソング♪コレクションbySoLaMi♡SMILE&北条コスモ&ファルル | EYCA-10334      |               |
| 2015年6月17日  | プリパラ☆ミュージックコレクション                                      | EYCA-10492〜3/B | EYCA-10494〜5 |
| 2015年8月26日  | プリパラ アイドルソング♪コレクションbyそらマゲドン・み                 |                 | EYCA-10539    |
| 2015年10月14日 | プリパラ ドリームソング♪コレクション -SUMMER-                          | EYCA-10584/B    | EYCA-10585    |
| 2015年11月25日 | レインボウ・メロディー♪                                                | EYCA-10652/B    | EYCA-10653    |
| 2015年12月23日 | プリパラ ドリームソング♪コレクション –AUTUMN-                          | EYCA-10715/B    | EYCA-10716    |
| 2016年3月9日   | プリパラ ドリームソング♪コレクション -WINTER-                          | EYCA-10789/B    | EYCA-10790    |

## 劇場版

### 星光樂園 大集合！星光☆之旅
『劇場版星光樂園 大集合！星光☆之旅』的標題於2015年3月7日公開。
在本作中不單有星光樂園演唱會，也有『星光少女』系列的「Prism Live」紹介部份，這個故事全部分為3+1形式存在。基本上有3條路線（可愛夢想之旅、完美星光之旅、超級奇蹟之旅），在上映時1星期不段更換標題。餘下的路線4「心跳！星光男孩之旅」，是星光少女系列中由男生們之行擔當「Prism Live」為焦點的「驚喜情節」，在特定的日子公開，為特別版的存在。

#### 工作人員（星光之旅）
- 原作 - Tomy Arts・Shin Sofia
- 監督 - 森脇真琴
- 導演 - 菱田正和
- CG總監 - 乙部善弘
- 制作 - 龍之子
- 監製・發行商・宣傳 - Avex Pictures
- 特別贊助 - Tomy Arts

#### 主題曲
片頭曲「GoGo!プリパライフ」
作詞：三重野瞳／作曲・編曲：菅原幸枝／歌：SoLaMi♡SMILE（茜屋日海夏、芹澤優、久保田未夢）
片尾曲「Welcome! Girls!」
作詞：三重野瞳／作曲：宮崎まゆ／編曲：hisakuni／歌：赤井眼鏡姐（伊藤加奈恵）&赤井眼鏡哥（諏訪部順一）／副歌：SoLaMi♡SMILE（茜屋日海夏、芹澤優、久保田未夢）

#### 上映時間
路線1『可愛夢想之旅』（ラブリードリームツアー）
2015年3月7日至3月13日。
路線2『完美星光之旅』（パーフェクトスターツアー）
2015年3月14日至3月20日。
路線3『超級奇蹟之旅』（スーパーミラクルツアー）
2015年3月21日至3月27日。
第4週  隨機放映路線1-3。各個電影院不一樣。
2015年3月28日至4月3日。
路線4『心跳！星光男孩之旅』（胸キュン！プリズムボーイズツアー）
逢星期五的只有最終上映回可觀看。有部份影院沒有上映。

### 跳出星光樂園 共同目標！偶像☆大賽
『跳出星光樂園 共同目標！偶像☆大賽』標題公開，於2015年10月24日以2D與3D上映

#### 工作人員（偶像大賽）
- 原作 - Tomy Arts・Shin Sofia
- 導演 - 依田伸隆
- 編劇 - 三重野瞳
- CG總監 - 乙部善弘
- 3D演出 - 三田邦彦
- 製作 - 10GAUGE、キューテック
- 監製 - 《跳出星光樂園》製作委員會
- 發行商 - Avex Pictures

#### 主要角色
真中菈菈（Manaka Laala，配音員：茜屋日海夏（日本））
南美莉（Minami Mirei，配音員：芹澤優（日本））
北條索菲（Hojo Sophie，配音員：久保田未夢（日本））
東堂詩音（Todo Sion，配音員：山北早紀（日本））
桃樂絲・威斯特（Dorothy・West，配音員：澁谷梓希（日本））
雷歐那・威斯特（Reona・West，配音員：若井友希（日本））
法露璐（Falulu，配音員：赤崎千夏（日本））

### 星光樂園 大家的憧憬♪ 去吧☆星光巴黎
『星光樂園 大家的憧憬♪ 去吧☆星光巴黎』標題公開，於2016年3月12日上映。
在這個充滿樂趣的偶像樂園——「星光樂園」，
有來自世界各地的女孩，每一天都有偶像們的精彩表演。
我是小學六年級的真中菈菈 ，我經常和我的朋友美莉、蘇菲一起演出~♪
作為一個當紅偶像，這次的危機一定要幫忙應對！
法露璐是一個來至星光樂園的歌姬玩偶。
主題戲劇中閃耀的光芒正在消失，於是法露璐發送SOS求救信號給菈菈她們，
如果她們不去救助，星光樂園將會消失。
菈菈與她的朋友試圖幫助法露璐，分工合作拯救星光樂園。

#### 工作人員
- 原作 - Tomy Arts・Shin Sofia
- 導演 - 依田伸隆
- 編劇 - 三重野瞳
- CG總監 - 乙部善弘
- 3D演出 - 三田邦彦
- 製作 - 10GAUGE、キューテック
- 監製 - 《跳出星光樂園》製作委員會
- 發行商 - Avex Pictures

#### 主要角色
真中菈菈（Manaka Laala，配音員：茜屋日海夏（日本））
南美莉（Minami Mirei，配音員：芹澤優（日本））
北條蘇菲（Hojo Sophie，配音員：久保田未夢（日本））
東堂詩音（Todo Sion，配音員：山北早紀（日本））
桃樂絲·威斯特（Dorothy・West，配音員：澁谷梓希（日本））
雷歐那·威斯特（Reona・West，配音員：若井友希（日本））
法露璐（Falulu，配音員：赤崎千夏（日本））

### 劇場版星光樂園 一起閃耀吧！閃亮亮☆星光LIVE！
日文名，2017年3月4日在日本上映，同年7月20日在香港上映，無綫電視翡翠台在2018年5月1日播放。

### 星夢學園×星光樂園 THE MOVIE -相遇的奇蹟！
日文名，本作是為了紀念《星夢學園》第3部和《星光樂園》開播十週年而設的跨界合作電影，預計於2025年秋季上映。

## 註解
1. ↑  PriPara可视为Prism Paradise的縮寫、Pretty Paradise的缩写、Promise Rhythm Paradise的缩写或Promise Rhythm Paradise Live的缩写。
2. ↑  コレクションのCD+DVD盤には「DX」が付く。
3. ↑  《星夢學園》第3部於2014年10月2日開播，而《星光樂園》則於2014年7月5日開播。

## 外部連結
- （日語）Takara Tomy《星光樂園》遊戲官網 （页面存档备份，存于）
- （日語）東京電視台《星光樂園》日本官網
- （日語）Taraka Tomy《星光樂園》商品官網 （页面存档备份，存于）
- （日語）《星光樂園》公式 Avex官網 （页面存档备份，存于）
- （日語）《星光樂園》劇場版官網 （页面存档备份，存于）
- （日語）動畫「星光樂園」公式Twitter的X（前Twitter）